# Logan Huffman
Logan Huffman (Indianápolis, Indiana; 22 de diciembre de 1989) es un actor estadounidense de televisión, que destaca por su papel como hijo de una de las protagonistas de la serie V. Su personaje se llama Tyler Evans.

## Vida personal
El 2 de abril de 2010 en el programa de radio Coast to Coast, mientras promocionaba la serie V, Logan reveló que está muy interesado en los temas paranormales. Su tema favorito es la criptozoología, sobre la que hizo una tesis sobre la posibilidad de la existencia de un simio bípedo en Norteamérica. También es un fan de las historias de abducciones como la que aparece en la película "Fire in the Sky". Logan también afirmó que creía que existía vida en otros planetas y que era posible que existieran alienígenas viviendo en la Tierra. 
Logan utiliza Facebook y afirma que responde preguntas directas de los fanes en persona.

## Filmografía

### Cine
| Año  | Título                     | Rol           | Notas                    |
| ---- | -------------------------- | ------------- | ------------------------ |
| 2008 | Lymelife                   | Blaze Salado  |                          |
| 2009 | Circledrawers              | Lewis         | Película para televisión |
| 2009 | America                    | Marshall      | Película para televisión |
| 2012 | A Smile as Big as the Moon | Scott         | Película para televisión |
| 2012 | Refuge                     | Nat           |                          |
| 2013 | Underdogs                  | Bobby Burkett |                          |
| 2013 | Bad Turn Worse             | B. J.         |                          |
| 2013 | Complicity                 | Kurt O'Connor |                          |
| 2015 | Outlaw                     | Matt          |                          |
| 2015 | The Preppie Connection     | Ellis Tynes   |                          |
| 2015 | Final Girl                 | Daniel        |                          |

### Televisión
| Año       | Título | Rol         | Notas |
| --------- | ------ | ----------- | ----- |
| 2009-2011 | V      | Tyler Evans |       |

### Vídeos Musicales
| Year | Artist        | Single  | Role        |
| ---- | ------------- | ------- | ----------- |
| 2015 | The Veronicas | "Cruel" | desconocido |

## Televisión
- Circledrawers (2009) como Lewis.
- America (2009) como Marshall.
- V (2009) como Tyler Evans (12 episodios).